# FNN NEWS Pick Up
『FNN NEWS Pick Up』（エフエヌエヌ ニュース ピックアップ）は、フジテレビとFNNの一部の局で2014年4月1日から2015年3月29日まで放送されたニュース番組（FNNの冠番組）である。フジテレビの番組ページ及び番組表では「FNN NEWS Pick Up・あすの天気」と表記されている。

## 概要
1998年3月30日から2014年3月30日まで16年間放送されてきた『FNNレインボー発』を一新。編成上は、同番組に続いて、天気予報（「あすの天気」）を組み込む形で「FNN NEWS Pick Up・あすの天気」と扱っている。ただし実際には、ニュース → スポットCM → 「あすの天気」の順に放送する。
2015年3月29日をもって本番組は終了し、後継のスポットニュースとして同年3月30日より『こんやのニュース』を開始。なお「放送期間1年」というのは、当時の「フジテレビ20時台スポットニュース」の中でも一番短い番組だった。

### 放送内容
「FNN NEWS Pick Up」では、『FNNニュース（→FNNニュース・明日の天気）』時代からのフラッシュニュース形式を踏襲。ただし、伝えるニュースの項目を1つから複数に改めたほか、タイトル映像を一新した関係で伝え方を大きく変えている。
なお、緊急時や台風情報など大きなニュースがあり、他のニュースは伝えずに項目が1つのみとなった場合は、上記の演出をせずに全画面表示で伝えることがある。

## 放送時間
- 毎日 20:54 - 21:00
  - 『レインボー発』同様、2時間を越える特別番組やスポーツ中継の際は、ずれたり内包されたり休止する場合がある[4]。

## 担当アナウンサー
いずれも出演当時のものを含め、フジテレビアナウンサー。氏名のテロップを前述のワイプ映像に表示している。フジテレビ旧社屋（東京都新宿区河田町）時代からの『FNNニュース』や『FNNレインボー発』までは担当者氏名は一貫して表示されなかった。
| 期間 | 期間      | 月                | 火          | 水                | 木                | 金          | 土        | 日       |
| --- | --------- | ----------------- | ----------- | ----------------- | ----------------- | ----------- | --------- | -------- |
| 2014.4.1 | 2014.6.29 | 榎並大二郎1       | 榎並大二郎1 | 榎並大二郎1       | 榎並大二郎1       | 榎並大二郎1 | 斉藤舞子2 | 三上真奈 |
| 2014.6.30 | 2014.9.28 | 生田竜聖3         | 生田竜聖3   | 生田竜聖3         | 生田竜聖3         | 生田竜聖3   | 竹内友佳  | 竹内友佳 |
| 2014.9.29 | 2015.3.29 | 桜庭亮平 福永一茂 | 中村光宏    | 田中大貴 鈴木芳彦 | 戸部洋子 松村未央 | 奥寺健4     | 大村晟    | 境鶴丸5  |
| - 2014年10月以降の平日の担当者は『BSフジLIVE プライムニュース』ニュースコーナーを兼務。 - 名前が複数ある期間は隔週交代で担当。 - 1 『FNNスーパーニュース』を兼務。 - 2 『FNNスーパーニュースWEEKEND』ナレーターを兼務。 - 3 木曜日は『NEWSお台場発』を兼務。 - 4 『ニュースJAPAN』を兼務。 - 5 『FNNニュース』を兼務。 |           |                   |             |                   |                   |             |           |          |

## FNN系列局での放送状況
※表内の「ネット」とはニュース部分を放送（ネット）することを指す。（○は原則全曜日ネット）、△は週末など定期的な曜日のみ、×は原則的にネットしない系列局のことを指している。ただし、長時間特番時の中断ニュース、緊急ニュース時、重大ニュース時、年末年始の特別編成時などは変更されることもある。
| 放送局名           | 番組名                                                | ネット | 備考 |
| ------------------ | ----------------------------------------------------- | ------ | --- |
| フジテレビ         | FNN NEWS Pick Up                                      | ○      | 『FNN NEWS Pick Up』制作局。 |
| 北海道文化放送     | uhb NEWS                                              | ×      | 北海道内のニュースを放送（長時間特番時の中断ニュース含む）。緊急時は『FNN NEWS Pick Up』をネットする。 |
| 岩手めんこいテレビ | mitニュース                                           | △      | 月-金は岩手県内のニュース、土曜・日曜はネット（タイトル差し替え）。長時間特番時の中断ニュースではタイトルは差し替えず『FNN NEWS Pick Up』のまま放送する。 |
| 仙台放送           | FNN仙台放送NEWS                                       | △      | 月-金は宮城県内のニュース、土・日曜はネット（タイトル差し替え）。長時間特番時の中断ニュースでもこのタイトルに差し替え。 |
| 秋田テレビ         | ニュースあきた（月-土） FNN NEWS Pick Up（日）        | △      | 月-土は秋田県内のニュース、日曜はタイトルを含めてネット。緊急時および長時間特番時の中断ニュースとなる際もネット。 |
| さくらんぼテレビ   | FNN県内ニュース&天気（月-金） FNNニュース（土・日）   | △      | 月-金は山形県内のニュース、土曜・日曜はネット（タイトル差し替え）。 |
| 福島テレビ         | FTV NEWS                                              | ×      | 福島県内のニュースを放送。 |
| 新潟総合テレビ     | NSTニュース                                           | ×      | 新潟県内のニュースを放送。緊急時や番組編成の都合（主に21:48から『NSTニュース』を放送し、続いて21:54から『NSTゴールデンニュース』を放送する場合）で『FNN NEWS Pick Up』をネットする場合は『NST FNNニュース』となる。                                              |
| 長野放送           | NBSニュース&天気                                      | △      | 月-金は長野県内のニュース、土曜・日曜・祝日はネット（タイトル差し替え）。 |
| テレビ静岡         | FNNテレビ静岡ニュース                                 | △      | 月曜から土曜はローカルニュース。日曜に限りネット（タイトル差し替え）。また、日曜のみニュース終了後に静岡県内の天気予報を放送。 |
| 富山テレビ         | BBTニュースフラッシュ（月-金） FNN BBT NEWS（土・日） | △      | 月-金は富山県内のニュース、土曜・日曜は『FNN NEWS Pick Up』をネット。 |
| 石川テレビ         | FNN石川テレニュース                                   | ×      | 石川県内のニュースを放送。突発的な事件がある場合にはネットする場合あり。 |
| 福井テレビ         | 福井新聞ニュース（月-土） 福井テレビニュース（日）    | ×      | 福井県内のニュースを放送。 |
| 東海テレビ         | FNN東海テレニュース                                   | ○      | 原則『FNN NEWS Pick Up』をネットするが、1週間に2-3回程度東海地方のニュースを放送する場合あり。 長時間特番時の中断ニュース（『FNN NEWS Pick Up』をネットする場合）でもこのタイトルに差し替え。                                                                    |
| 関西テレビ         | KTV NEWS Pick Up                                      | ○      | 原則『FNN NEWS Pick Up』をネットするが、オープニングは関西テレビ製作の物に差し替え。緊急時は、関西テレビのスタジオからローカルニュースを放送することもある。長時間特番時の中断ニュースでも、このタイトルに差し替え。タイトルロゴの字体も、本番組とは若干異なる。 |
| 山陰中央テレビ     | FNN TSKニュース                                       | ○      | 原則『FNN NEWS Pick Up』をネット。20:54.30にオープニングを流し、その後30秒間CMを挿入した後本編をネットする。 |
| 岡山放送           | OHKフラッシュニュース                                 | ○      | 原則『FNN NEWS Pick Up』をネット。長時間特番時の中断ニュースでもこのタイトルに差し替え。平日のみローカルニュースは22:54（金曜のみ22:52）から放送。 |
| テレビ新広島       | tssニュース FNN                                       | ○      | 原則『FNN NEWS Pick Up』をネット。 |
| テレビ愛媛         | EBCニュース                                           | ○      | 原則『FNN NEWS Pick Up』をネット。 |
| 高知さんさんテレビ | SUNSUNニュース&天気                                   | △      | 月-金は高知県内のニュース、土曜・日曜は『FNN NEWS Pick Up』をネット。 |
| テレビ西日本       | FNN TNC NEWS                                          | ○      | 原則『FNN NEWS Pick Up』をネット。長時間特番時の中断ニュースでもこのタイトルに差し替え。緊急時は、テレビ西日本のスタジオからローカルニュースを放送することもある。ニュース終了後には、天気予報を放送。                                                           |
| サガテレビ         | SAGA TVニュース                                       | ×      | 原則佐賀県内のニュースを放送。 |
| テレビ長崎         | KTNニュース                                           | ×      | 原則長崎県内のニュースを放送。 |
| テレビ熊本         | TKUニュース                                           | ×      | 緊急時および長時間特番時の中断ニュースとなる際は『FNN NEWS Pick Up』をネット、それ以外は熊本県内のローカルニュースを放送。 |
| テレビ大分         | TOSニュース                                           | ×      | 大分県内のニュースを放送。 |
| テレビ宮崎         | UMK NEWS                                              | △      | 火曜、水曜、木曜、土曜は原則『FNN NEWS Pick Up』をネット。月曜、金曜、日曜はローカルニュースを放送。 |
| 鹿児島テレビ       | FNN KTSニュース                                       | ○      | 原則『FNN NEWS Pick Up』をネット。 |
| 沖縄テレビ         | FNN OTVニュース                                       | ×      | 沖縄県内のニュースを放送。 |